# Lidoire (évêque)
Pour les articles homonymes, voir Lidoire.
Lidoire (ou Litoire, en latin Litorius, † 371) fut ordonné second évêque de Tours en 338, après une vacance de 37 ans de l’épiscopat par suite des persécutions contre les Chrétiens.

## Biographie
Lidoire assume le titre d'évêque de Tours en 338, après qu'il soit resté vacant pendant 33 ans à la suite des persécutions subies par les croyants chrétiens, malgré le fait que l'édit de Milan avait déjà été publié plusieurs décennies auparavant, en 313. Il administra le diocèse jusqu'à la huitième année du règne de Valentinien Ier, soit en 371 ou en 372. Selon la tradition, il édifia la première église de Tours à partir du palais d'un ancien sénateur romain. Cette église, dite Saint-Lidoire, qui s'appelait à l'origine église Saint-Maurice, est rebaptisée par la suite église Saint-Gatien. Au XIIe siècle, elle est entièrement reconstruite puis remodelée jusqu'à devenir l'actuelle cathédrale de Tours.
Grégoire de Tours, le successeur de Lidoire, appelle celui-ci le premier « saint Lidoire. » Les martyrologes d’Usuard, Adon et Raban Maur fixent sa célébration au 13 septembre et précisent que, sa chaire ayant été vacante six mois seulement, sa mort doit se situer plutôt en 371. Il fut inhumé dans son église et Martin de Tours fit inhumer les restes de son prédécesseur Gatien de Tours dans le même édifice.

## Source
- Louis-Sébastien Le Nain de Tillemont, Mémoires pour servir à l’histoire ecclésiastique des six premiers siècles justifiés par les citations des auteurs originaux, Paris, Charmes Robustel, 1705